# Associação Internacional de Linguística do Português
A Associação Internacional de Linguística do Português (AILP) começou a ser gestada em 1998 pelo esforço conjunto da Associação Brasileira de Linguística e da Associação Portuguesa de Linguística.
Está legalmente registrada desde 10 de setembro de 1999. Reúne linguistas de diferentes países que estudam o português. Sua gestão é itinerante.  
Seus membros organizam, sob chancela da Associação, a Coleção AILP, formada por livros e coletâneas cujo objetivo é auxiliar o desenvolvimento de estudos e pesquisas no âmbito da linguística dedicada à descrição e ao ensino da língua portuguesa nos mais variados contextos. 

## Diretorias
| Gestão    | Presidente                                | Instituição-Sede                                  |
| 2001-2003 | Isabel Hub Faria                          | Universidade de Lisboa (Portugal)                 |
| 2004-2007 | Maria Lucia Leitão de Almeida -           | Universidade Federal do Rio de Janeiro (Brasil)   |
| 2008-2010 | Claudia Nívea Roncarati de Souza -        | Universidade Federal Fluminense (Brasil)          |
| 2011-2014 | Roberval Teixeira e Silva -               | Universidade de Macau (Macau, RAE da China)       |
| 2014-2017 | Paulo José Tente da Rocha Santos Osório - | Universidade da Beira Interior (Portugal)         |
| 2017-2020 | Darcilia Marindir Pinto Simões -          | Universidade do Estado do Rio de Janeiro (Brasil) |
| 2021-2024 | Maria João Broa Martins Marçalo           | Universidade de Évora (Portugal)                  |

## Ligações Externas
Página oficial